# Robert Covington
Robert Covington (Bellwood, 14 dicembre 1990) è un cestista statunitense, professionista nella NBA con i Philadelphia 76ers.

## Statistiche
| * | Primo nella lega |

### NCAA
| Anno      | Squadra    | PG  | PT  | MP   | TC%  | 3P%  | TL%  | RP  | AP  | PRP | SP  | PP   |
| --------- | ---------- | --- | --- | ---- | ---- | ---- | ---- | --- | --- | --- | --- | ---- |
| 2009-2010 | TSU Tigers | 32  | 28  | 27,3 | 42,8 | 38,5 | 79,7 | 6,5 | 1,2 | 1,1 | 1,1 | 11,5 |
| 2010-2011 | TSU Tigers | 30  | 30  | 30,8 | 50,0 | 46,0 | 78,2 | 7,5 | 1,2 | 1,5 | 1,0 | 13,4 |
| 2011-2012 | TSU Tigers | 33  | 32  | 31,2 | 52,6 | 44,8 | 77,5 | 7,9 | 1,3 | 1,5 | 1,4 | 17,8 |
| 2012-2013 | TSU Tigers | 23  | 22  | 31,0 | 43,5 | 38,8 | 85,0 | 8,0 | 1,3 | 2,2 | 1,7 | 17,0 |
| Carriera  | Carriera   | 118 | 112 | 30,0 | 47,6 | 42,2 | 80,2 | 7,4 | 1,2 | 1,5 | 1,3 | 14,8 |

#### Massimi in carriera
- Massimo di punti: 31 vs LeMoyne-Owen (16 dicembre 2012)[1]
- Massimo di rimbalzi: 17 vs Fisk (15 novembre 2010)
- Massimo di assist: 5 vs Mississippi Valley State (25 novembre 2011)
- Massimo di palle rubate: 5 (4 volte)
- Massimo di stoppate: 5 (2 volte)
- Massimo di minuti giocati: 41 (2 volte)

### NBA

#### Regular Season
| Anno      | Squadra             | PG  | PT  | MP   | TC%  | 3P%  | TL%  | RP  | AP  | PRP | SP  | PP   |
| --------- | ------------------- | --- | --- | ---- | ---- | ---- | ---- | --- | --- | --- | --- | ---- |
| 2013-2014 | Houston Rockets     | 7   | 0   | 4,9  | 42,9 | 36,4 | -    | 0,7 | 0,0 | 0,3 | 0,0 | 2,3  |
| 2014-2015 | Philadelphia 76ers  | 70  | 49  | 27,9 | 39,6 | 37,4 | 82,0 | 4,5 | 1,5 | 1,4 | 0,4 | 13,5 |
| 2015-2016 | Philadelphia 76ers  | 67  | 49  | 28,4 | 38,5 | 35,3 | 79,1 | 6,3 | 1,4 | 1,6 | 0,6 | 12,8 |
| 2016-2017 | Philadelphia 76ers  | 67  | 67  | 31,6 | 39,9 | 33,3 | 82,2 | 6,5 | 1,5 | 1,9 | 1,0 | 12,9 |
| 2017-2018 | Philadelphia 76ers  | 80  | 80  | 31,6 | 41,3 | 36,9 | 85,3 | 5,4 | 2,0 | 1,7 | 0,9 | 12,6 |
| 2018-2019 | Philadelphia 76ers  | 13  | 13  | 33,8 | 42,7 | 39,0 | 73,9 | 5,2 | 1,1 | 1,8 | 1,8 | 11,3 |
| 2018-2019 | Minnesota T'wolves  | 22  | 22  | 34,7 | 43,3 | 37,2 | 77,3 | 5,7 | 1,5 | 2,3 | 1,1 | 14,5 |
| 2019-2020 | Minnesota T'wolves  | 48  | 47  | 29,4 | 43,5 | 34,6 | 79,8 | 6,0 | 1,2 | 1,7 | 0,9 | 12,8 |
| 2019-2020 | Houston Rockets     | 22  | 21  | 33,0 | 39,2 | 31,5 | 80,0 | 8,0 | 1,5 | 1,6 | 2,2 | 11,6 |
| 2020-2021 | Portland T. Blazers | 70  | 70  | 32,0 | 40,1 | 37,9 | 80,6 | 6,7 | 1,7 | 1,4 | 1,2 | 8,5  |
| 2021-2022 | Portland T. Blazers | 48  | 40  | 29,8 | 38,1 | 34,3 | 83,3 | 5,7 | 1,4 | 1,5 | 1,3 | 7,6  |
| 2021-2022 | L.A. Clippers       | 23  | 2   | 22,1 | 50,0 | 45,0 | 84,8 | 5,1 | 1,0 | 1,3 | 1,2 | 10,4 |
| 2022-2023 | L.A. Clippers       | 48  | 0   | 16,2 | 44,5 | 39,7 | 75,0 | 3,5 | 1,2 | 0,8 | 0,7 | 6,0  |
| 2023-2024 | L.A. Clippers       | 3   | 3   | 23,0 | 33,3 | 25,0 | 50,0 | 2,7 | 2,3 | 2,0 | 0,7 | 3,0  |
| 2023-2024 | Philadelphia 76ers  | 26  | 3   | 16,1 | 44,9 | 35,4 | 87,5 | 3,4 | 0,7 | 1,3 | 0,6 | 4,5  |
| Carriera  | Carriera            | 614 | 466 | 28,2 | 40,9 | 36,2 | 81,1 | 5,5 | 1,4 | 1,5 | 0,9 | 10,8 |

#### Play-off
| Anno     | Squadra             | PG | PT | MP   | TC%  | 3P%  | TL%  | RP  | AP  | PRP  | SP  | PP   |
| -------- | ------------------- | -- | -- | ---- | ---- | ---- | ---- | --- | --- | ---- | --- | ---- |
| 2018     | Philadelphia 76ers  | 10 | 8  | 28,1 | 32,5 | 31,3 | 75,0 | 5,3 | 2,5 | 1,1  | 0,9 | 8,1  |
| 2020     | Houston Rockets     | 12 | 12 | 31,6 | 49,5 | 50,0 | 85,7 | 5,0 | 1,3 | 2,5* | 1,1 | 11,2 |
| 2021     | Portland T. Blazers | 6  | 6  | 38,0 | 50,0 | 50,0 | 90,0 | 7,8 | 1,2 | 1,5  | 1,0 | 9,3  |
| 2023     | L.A. Clippers       | 2  | 0  | 6,0  | 0,0  | 0,0  | -    | 1,0 | 1,0 | 0,0  | 0,5 | 0,0  |
| Carriera | Carriera            | 30 | 26 | 30,0 | 42,4 | 42,9 | 81,8 | 5,4 | 1,7 | 1,7  | 1,0 | 9,0  |

#### Massimi in carriera
- Massimo di punti: 43 vs Milwaukee Bucks (1º aprile 2022)[2]
- Massimo di rimbalzi: 16 vs Boston Celtics (29 febbraio 2020)
- Massimo di assist: 9 vs Los Angeles Lakers (2 febbraio 2022)
- Massimo di palle rubate: 8 vs Houston Rockets (27 novembre 2015)
- Massimo di stoppate: 6 vs Oklahoma City Thunder (16 febbraio 2021)
- Massimo di minuti giocati: 49 vs Oklahoma City Thunder (15 dicembre 2017)

## Palmarès
- NBA Development League Rookie of the Year Award (2014)
- All-NBDL First Team (2014)
- All-NBDL All-Rookie First Team (2014)
- NBA All-Defensive Team: 1

First Team: 2017-2018